# Distretto di Sarqant
Il distretto di Sarqant (in kazako Сарқант ауданы?) è un distretto (audan) del Kazakistan con  capoluogo Sarqant.